# Epanastrophe
Epanastrophe (griechisch für „Wiederumwendung“) ist in der Verslehre die Wiederholung des letzten Verses einer Strophe als Anfangsvers der folgenden Strophe.
In der Rhetorik ist Epanastrophe synonym mit dem gebräuchlicheren Begriff Anadiplose, also der rhetorischen Figur der Wiederholung des letzten Wortes eines Satzes am Anfang des nächsten.